# 松本朝生
松本 朝生（まつもと あさお、本名及び旧芸名:松本 朝夫、1928年2月2日 - ）は、日本の俳優。東京都出身。
特技は英会話。エヌ・エー・シーに所属していた。

## 経歴と芸風
早稲田大学中退後、横田基地の勤務を経て文学座に入る。1951年に第一期新東宝スターレットに応募し合格、役者デビューとなる。
新東宝では脇役が多かった。
テレビでは時代劇の悪役から現代劇での一風変わった学者役まで幅広い役をこなした。

## 出演

### 映画
- 若き日のあやまち（1952年、新東宝）
- 一等マダムと三等旦那（1954年、新東宝） - 殿山
- ノイローゼ兄さんガッチリ娘（1956年、新東宝）
- 思い出月夜（1956年、富士映画）
- 怪傑修羅王（1956年、新東宝） - 真木和泉
- 鉄血の魂（1956年、新東宝）
- 新己が罪（1956年、新東宝） - 加藤
- 角帽と女子大三人娘（1957年、新東宝） - 北島宏
- 死刑囚の勝利（1957年、新東宝） - 松尾大吉
- 怒涛の兄弟（1957年、新東宝）
- 海女の戦慄（1957年、新東宝） - 良一
- ひばりの三役 競艶雪之丞変化 前・後篇（1957年、新東宝）
- 世界の母（1958年、新東宝） - 修二
- 毒婦高橋お伝（1958年、新東宝） - 高橋浪之助
- 天皇・皇后と日清戦争（1958年、新東宝） - 通訳官
- 天下の副将軍 水戸漫遊記（1958年、新東宝） - 磯貝半四郎
- 怪談乳房榎（1958年、新東宝） - 磯貝浪平
- 大暴れ女侠客陣（1958年、新東宝）
- 洞窟の秘密（1959年、新東テレビ映画）
- 殺されるのは御免だ（1960年、さくらプロ）
- 南の島に雪が降る（1961年、東京映画） - 西沢大尉
- 嵐に立つ （1968年、松竹)
- お吟さま（1978年、宝塚映画製作所） - 長束正家

### テレビドラマ
- 白い桟橋（1957年、NTV）
- 樋口一葉（1961年、NHK）
- 松本清張シリーズ・黒の組曲（1962年、NHK）
  - 第6話「声」
  - 第17話「金庫」 - 柿本省一
- 青年弁護士 第4話「長い夜の終り」（1963年、NTV）
- ギャラント・メン（1963年、NET） - ジム・ベネティクト大尉
- 妻は告白する（1963年、CX）
- 大河ドラマ（NHK）
  - 赤穂浪士（1964年） - 岡島八十右衛門
  - 源義経（1966年） - 江田源三
  - 春の坂道（1971年）
  - 勝海舟（1974年）
  - 山河燃ゆ（1984年） - 林弁護人
- 特別機動捜査隊（NET）
  - 第165話「失われた心」（1964年）
  - 第250話「時限爆弾」（1966年）
  - 第266話「日曜日の死角」（1966年）
  - 第279話「そこに私はいた」（1967年）
  - 第288話「黒い砂漠」（1967年）
  - 第298話「女の館」（1967年） - 小林
  - 第339話「愛情山脈」（1968年） - 堂本
  - 第358話「まぼろしの女」（1968年） - 石黒
  - 第361話「東京は恐い」（1968年） - 巡査
  - 第428話「古都」（1970年） - 黒田
  - 第464話「玄界灘の夕焼け」（1970年） - 戸上
  - 第469話「絶望の詩」（1970年） - 吉永
  - 第606話「愛と憎しみの湖」（1973年） - 池島
  - 第792話「情念の女」（1977年） - 里見襄二
- ウルトラシリーズ（TBS）
  - ウルトラマン 第8話「怪獣無法地帯」（1966年） - 松井所員
  - ウルトラセブン 第2話「緑の恐怖」（1967年） - 石黒達男隊員
- 銭形平次 第28話「名刀の罪」（1966年、CX） - 本田幾四郎
- 悪魔くん 第16話「モルゴン」（1967年、NET） - 伊勢崎博士
- テレビ・ルーテル・アワー「愛と憎しみの間」（1967年、NET・東京12チャンネル/日本ルーテル・アワー） - 小出和雄
- 光速エスパー
  - 第22話「気球よあがれ」
  - 第23話「我等宇宙の仲間」（1967年、NTV） - 所長（謎の宇宙人）
- 七つの顔の男
  - 第4話「復讐は花束で」
  - 第12話「シンデレラはブーツで殺せ」（1967年、NET）
- アゴン（1968年、CX） - 大和刑事
- マイティジャック 第7話「月を見るな!」（1968年、CX） - 佐伯博士
- キイハンター（TBS）
  - 第19話「死者からの電話」（1968年）
  - 第38話「西に向かって大追跡」（1968年）
  - 第44話「殺人急行007号」（1969年）
  - 第49話「宝石と女と殺し屋」（1969年）
  - 第112話「サイコロGメン危機一髪」（1970年）
  - 第169話「さよなら・美しい眼のない死体」（1971年） - 白鳥欣吾　　
  - 第261話「魔女と黒猫が踊る夜」（1973年）
- 戦え! マイティジャック 第15話「死人の館に突進せよ!」（1968年、CX） - 都築
- 怪奇大作戦 第11話「ジャガーの眼は赤い」（1968年、TBS） - 内藤精作
- 青空にとび出せ! 第4話「器用貧乏ケガのもと」（1969年、TBS）
- 東京バイパス指令 第26話「ハイエナ」（1969年、NTV）
- 花のお江戸のすごい奴 第7話「夜も日本晴れ」（1969年、CX） - 勝造
- プレイガール 第26話「女が野性に帰るとき」（1969年、12ch） - 竹田主任教授（城南大学）
- 銀河ドラマ / 霧の旗（1972年、NHK） - ゴルフの男
- 愛の戦士レインボーマン
  - 第9話「タケシを狂わせろ」
  - 第10話「やつらを殺せ!」（1972年、NET） - 川島医師
- 太陽にほえろ!（NTV）
  - 第57話「蒸発」（1973年） - 小阪
  - 第373話「疑わしきは」（1979年） - 運送会社社長
  - 第429話「不良少年」（1980年） - 保護司
  - 第481話「闇の中の殺人者」（1981年） - 菊池外科病院医師
  - 第603話「陽炎の街」（1984年） - 山根
  - 第644話「七曲署全員出動・狙われたコンピューター」（1985年） - 辻孝太郎
  - 第678話「山村刑事の報酬なき戦い」（1986年） - 楠署長の弔問客（元八崎署刑事）
- プロレスの星 アステカイザー（1976年 - 1977年、NET） - 速水博士
- 非情のライセンス（ANB / 東映）
  - 第2シリーズ 第120話「濡れ衣」（1977年） - 工藤
  - 第3シリーズ 第16話「兇悪の砂・事故死を運ぶ女」（1980年） - 運輸省役人
- 不毛地帯（1979年、MBS） - 浅田博士
- 特捜最前線（ANB）
  - 第123話「豪華フェリージャック・恐怖の20時間!」（1979年）
  - 第139話「消えた子連れ刑事!」（1979年）
  - 第207話「雨傘殺人事件!」（1981年）
  - 第234話「リンチ経営塾・消えた父親たち!」（1981年）
  - 第254話「海に消えた殺人婦警!」（1982年）
  - 第477話「浅草偽装心中・姉を殺した女スリ!?」（1986年）
- 暴れん坊将軍シリーズ（ANB）
  - 吉宗評判記 暴れん坊将軍 第115話「一攫千金ご用心」（1980年） - 薩摩藩江戸留守居役・伊集院頼母
  - 暴れん坊将軍II 第165話「新さんに再び悪女の深情け!」（1986年） - 近江屋三蔵
  - 暴れん坊将軍III
    - 第68話「『カ』の女の目安箱」（1989年） - 佃屋利八
    - 第78話「危うし! 妖刀に正義ありや」（1989年） - 中根右衛門
    - 第99話「女ふたり 許されぬ夢!」（1990年） - 嶋屋幸右衛門
    - 第127話「柔肌いのち、悲しき裏切り」（1990年） - 近江屋総兵衛

  - 暴れん坊将軍IV
    - 第2話「いざ成敗! 天下を狙う大泥棒」（1991年） - 秋月出羽守
    - 第34話「命無用! おやこ十手」（1991年） - 小田切図書
    - 第54話「非情の掟! 激突、父と子」（1992年） - 越中屋久兵衛

  - 暴れん坊将軍V
    - 第21話「毒牙を隠した花嫁」（1993年） - 春日屋
    - 第33話「鳶口一本、炎の男道!」（1994年） - 千治郎

  - 暴れん坊将軍VI 第22話「しっかり女房、降参する」（1995年） - 大和屋
- 桃太郎侍（東映 / NTV）
  - 第185話「弱虫桃太郎と女盗賊」（1980年） - 三州屋伊兵衛
  - 第222話「出世、ご免蒙ります」（1981年） - 木曽屋
  - 第250話「桃太郎一家の迷狂言」（1981年） - 常陸屋宗兵衛
- 大江戸捜査網（TX）
  - 第381話「花嫁絶唱 お父っつあんの唄」（1980年） - 黒柳兵部
  - 第423話「大奥に棲む女夜叉」（1982年） - 秋田屋市兵衛
  - 第583話「少女が襲う! 八歳の殺人者」（1983年） - 近江屋
  - 新 大江戸捜査網 第9話「鈴の音は女の涙唄」（1984年） - 鏑木主膳
- そば屋梅吉捕物帳 第24話「女狐獄門旅」（1980年、TX） - 篠原丹波
- 仮面ライダーシリーズ（MBS）
  - 仮面ライダー (スカイライダー) 第31話「走れXライダー! 筑波洋よ死ぬな!!」、第32話「ありがとう神敬介! とどめは俺にまかせろ!!」（1980年） - ユキコの父
  - 仮面ライダースーパー1 第11話「SOS! 一也よ、ドグマに協力せよ!!」（1980年） - 佐野博士
- 特命刑事 第3話「スキャンダル・レディー」（1980年、NTV） - 小坂（警察庁公安分室長）
- それいけ! レッドビッキーズ（1980年、ANB） - 村井医師
- ザ・ハングマンシリーズ（ABC）
  - ザ・ハングマン 第14話「生き返ったスリ係女刑事」（1981年） - 安井部長（東都日報編集部）
  - ザ・ハングマン4 第18話「さらわれた令嬢が乱暴される!」（1985年） - 菅原健三（東陽興産常務）
  - ハングマンGOGO 第8話「夏の夜の悪夢! 恐怖の怪奇ホテル」 （1987年） - 柏原（銀行支店長）
- 旅がらす事件帖 第20話「激突!恐怖の阿修羅太鼓」（1981年、KTV） - 犬丸将監
- Gメン'75 第309話「15年も生きていた死体」（1981年、TBS / 東映） - 津村邦三刑事(津村警部補(演:江波杏子)の父)
- 火曜サスペンス劇場（NTV）
  - 受験地獄・東大受験 その朝めざまし時計が鳴らなかった（1982年）
  - 松本清張スペシャル・渡された場面（1987年）
  - 松本清張スペシャル・家紋（1990年） - 堀田仙十郎
- メタルヒーローシリーズ（ANB）
  - 宇宙刑事ギャバン 第37話「おてんばひょうきん姫の地球冒険旅行」（1982年） - 神父
  - 特警ウインスペクター 第39話「悲しき老怪盗」（1990年） - 稲垣剛介社長
- 右門捕物帖 第4話「母子草の唄」（1982年、NTV）
- 長七郎天下ご免! 第104話「伊勢路恋しや母子（ははこ）唄」（1982年、ANB / 東映）- 市助
- 木曜ゴールデンドラマ / 時効家族（1983年、YTV）
- 遠山の金さん（ANB / 東映）　※高橋英樹版
  - 第1シリーズ
    - 第43話「おんな牢・般若彫りの女!」（1983年）- 藤兵衛
    - 第70話「悪女の陰謀・死体だけが知っている!」（1983年）- 木村良庵
- 大岡越前 第7部 第23話「闇に閃く恐怖の邪剣」（1983年、TBS） - 道場師範
- 水戸黄門（TBS）
  - 第1部 第10話「母恋い馬子唄・松坂宿」- 茨木左門
  - 第14部 第33話「じゃじゃ馬娘の婿選び -姫路-」（1984年） - 小野十内
  - 第17部 第11話「命に替えた正義の剣 -膳所-」（1987年） - 伊吹放斉
  - 第18部 第26話「怨念渦巻く祭の宿 -豊川-」（1989年） - 森田新兵衛
  - 第19部（1989年）
    - 第8話「過去を背負った男 -新庄-」 - 最上屋
    - 第12話「仇討ち悲願の名人芸 -一関-」 - 市村重蔵

  - 第20部 第23話「お助け母さんひえつき節 -宮崎-」（1991年） - 日向屋
  - 第21部 第15話「拾った赤子は若君様 -大洲-」（1992年） - 岡林十内
  - 第22部 第32話「会津名物夫婦下駄 -会津-」（1993年） - 沖藤玄蕃
  - 第23部
    - 第1話（1994年） - 諸井朋斉
    - 第30話「世直し剣が悪を斬る -今治-」（1995年） - 有沢丈之介

  - 第24部 第22話「冤罪晴らす復讐の刃 -敦賀-」（1996年） - 国光与右衛門
  - 第25部（1997年）
    - 第11話「陰謀渦巻く淡路島 -洲本-」 - 田村作左
    - 第40話「天から降って来た娘 -白河-」 - 松浦九太夫
- 土曜ワイド劇場（ANB）
  - 西村京太郎トラベルミステリー 第3作「あずさ3号殺人事件」（1983年、東映） -  東日鉄鋼部長
  - 西村京太郎トラベルミステリー 第5作「東北新幹線殺人事件」（1984年、東映） - 立野工業経理部長
  - 弁護士・今田一平 第4作「軽井沢-東京・女子大生たちの危ないゲーム」（1988年、ABC）
- スーパー戦隊シリーズ（ANB）
  - 超電子バイオマン 第21話「守れバイオベース」（1984年） - 工藤所長
  - 電撃戦隊チェンジマン（1985年） - 本田司令官
    - 第5話「ペガサス逮捕指令」
    - 第36話「見たか! 俺達の力」

  - 鳥人戦隊ジェットマン 第1話「戦士を探せ」（1991年） - スカイフォース長官
- 西部警察 PART-III（石原プロ / ANB）
  - 第9話「白銀に消えた超合金X!」（1983年） - 警視庁幹部
  - 第20話「40億の罠」（1983年） - 警視庁・捜査局長
  - 正月スペシャル「燃える勇者たち」（1984年） - 内閣調査局長・秋葉尚之
  - 第70話「大門死す!!! 男達よ永遠に……」（1984年） - 福岡県警・空港警察本部長
- 事件記者チャボ! 第19話「ビックリ! チャボの大変装!?」（1984年） - 笠井係長
- 長七郎江戸日記（日本テレビ / ユニオン映画）
  - 第1シリーズ SP4「怨霊見参!長七郎、弟と対決」（1985年）- 酒井雅楽頭
  - 第3シリーズ 第9話「赤猫が踊った日」（1990年）- 関根俊斉
- 松本清張の絢爛たる流離 第1話「美しい人妻の復讐」 （1987年、ANB）
- はぐれ刑事純情派 第1シリーズ 最終話「みちのく仙台・父帰る!」 （1988年、ANB）
- ゴリラ・警視庁捜査第8班（ANB）
  - 第4話「ルパン・ザ・ポリス」（1989年）
  - 第30話「奪われた女子大生」（1989年）
  - 第46話「命、燃えつきても」（1990年） - 田中美奈子の父
- 樅ノ木は残った （1990年）
- 大岡越前（TBS）
  - 第11部 第20話「見合いの相手は殺人鬼」（1990年）
  - 第12部 第22話「赤に怯える女」（1993年） - 足立忠左衛門
  - 第14部 第3話「将軍様は金魚迷惑」（1996年） - 有馬兵庫頭
- 名奉行 遠山の金さん 第3シリーズ 第21話「奉行に悪女の罠!」（1991年、ANB）- 長崎屋
- 新・三匹が斬る! 第22話「さらば三匹、死出の旅への王手飛車」（1993年、ANB / 東映） - 生駒仁左衛門

### CM
- コスモAP （1975年、マツダ）